# قائمة المنظمات البيئية
هذه هي قائمة بالمنظمات البيئية.
واقرأ أيضا: قائمة منظات حماية البيئة (List of conservation organisations)

## المنظمات الحكومية الدولية
- الوكالة الأوروبية للبيئة
- اللجنة الدولية للتغيرات المناخية
- برنامج الأمم المتحدة للبيئة
- مشروع حكم نظام الأرض (Earth System Governance Project).

وهناك أيضا منظمات حكومية بيئية دولية وهي مجموعة من الحكومات على الصعيدين الإقليمي والمحلي، لتمييزها عن المستوى الوطني. ومن الأمثلة: شبكة الحكومات الإقليمية من أجل التنمية المستدامة، والحكومات المحلية ICLEI من أجل الاستدامة، والشراكة في مجال الإدارة البيئية لبحار شرق آسيا. هذه المنظمات تستخدم أسلوب التنسيق المفتوح لتبادل أفضل الممارسات والسياسات وتقديم المساعدة والمشورة إلى الشركاء بشأن القضايا المتصلة بالتنمية البيئية متبعة خطة الأمم المتحدة الألفية. يمكن اعتبار هذه الشبكات منظمات دولية ولها صفة مراقب في مختلف المنظمات البيئية التابعة للأمم المتحدة.

## أوروبا
- المركز البيئي الإقليمي لوسط وشرق أوروبا (Regional Environmental Center for Central and Eastern Europe)
- Milieukontakt International.

## منظمات حكومية
حكومات جميع البلدان المتقدمة، وكذلك معظم البلدان النامية ذات إدارات أو وكالات حكومية مخصصة للرصد وحماية البيئة:

### البرازيل
المعهد البرازيلي للبيئة والموارد الطبيعية المتجددة Brazilian Institute of Environment and Renewable Natural Resources

### كندا
إيكو كندا ECO Canada

### الهند
- وزارة البيئة والغابات Ministry of Environment and Forests (India)
- المجلس المركزي لمكافحة التلوث Central Pollution Control Board
- مجلس مكافحة التلوث في ولاية غوجارات Gujarat Pollution Control Board
- Eco-wristWatch

### أيرلندا
وكالة الحماية البيئية (أيرلندا) Environmental Protection Agency (Ireland)

### جزيرة مان
التراث الوطني لجزيرة مان Manx National Heritage

### اليابان
المعهد الوطني للدراسات البيئية National Institute for Environmental Studies (NIES)

### نيوزيلندا
- قسم الحفاظ على البيئة National Institute for Environmental Studies (NIES)
- وزارة البيئة (نيوزيلندا) State sector organisations in New Zealand
- المفوض البرلماني لشؤون البيئة Parliamentary Commissioner for the Environment

### النرويج
- وزارة البيئة النرويجية Parliamentary Commissioner for the Environment.
- مديرية إدارة الطبيعة النرويجية Norwegian Pollution Control Authority

الهيئة العامة للرقابة على التلوث النرويجية Norwegian Pollution Control Authority

### إنكلترا
- المسائل السكانية غير الحكومية
- إنغلش إيريتاج هيئة التراث الإنجليزي
- وكالة البيئة (إنكلترا وويلز) Environment Agency
- ناشرال الإنكليزية Natural England

### إسكتلندا
- هيستوريك إسكتلندا Historic Scotland
- ناشرال إيريتاج الاسكوتلندية Scottish Natural Heritage
- وكالة حماية البيئة الاسكتلندية Scottish Environment Protection Agency

### ويلز
- Cadw
- مجلس الريف في ويلز Countryside Council for Wales

### أيرلندا الشمالية
- وكالة البيئة الأيرلندية الشمالية وكالة البيئة الأيرلندية الشمالية

### الولايات المتحدة الأمريكية
- وكالة حماية البيئة الأمريكية وكالة حماية البيئة الأمريكية
- مصلحة الأسماك والحياة البرية الأمريكية المؤسسة الأمريكية للأسماك والحياة البرية

### الأمم الأمريكية الأصلية
المجلس البيئي بين القبائل Inter-Tribal Environmental Council

## المنظمات البيئية الخاصة غير الحكومية

### منظمات دولية
- African Wild Dog Conservancy
- Aga Khan Trust for Culture
- American Indoor Air Quality Council
- Antinea Foundation
- ATWA (ATWA International)
- بالونا
- Biofuelwatch
- Biosphere Expeditions
- جمعية الطيور العالمية
- Center for International Environmental Law
- Coal River Mountain Watch
- Conservation Foundation
- Conservation International
- Conservation Law Foundation
- Earth Charter Initiative
- الأرض أولا
- Earth Island Institute
- Earth Liberation Front (ELF)
- Earth Liberation Prisoner Support Network (ELPSN)
- Earth Policy Institute
- EarthLink e.V.
- Earthwatch
- Environmental Law Foundation (ELF) (UK)
- Environmental Investigation Agency
- Equiliberate
- Forests and the European Union Resource Network (FERN)
- مجلس رعاية الغابات
- أصدقاء الطبيعة
- أصدقاء الأرض
- Gaia Mater (the mother Earth)
- Global Water Policy Project
- Global Witness
- w:en:Global Vision International
- Great Transition Initiative
- منظمة الصليب الأخضر الدولية
- منظمة السلام الأخضر
- Groundwork UK
- Institute for Environmental Security
- International Analog Forestry Network
- المجلس الدولي للمعالم والمواقع (ICOMOS)
- International Institute for Sustainable Development
- International Network for Sustainable Energy (INFORSE)
- Legacy Foundation
- NatureServe
- Nicodemus Wilderness Project
- المسائل السكانية
- Regenesis - the Global Movement for Environment Sustainability, Liberty & Social Justice
- Tellus Institute
- منظمة الحفاظ على الطبيعة
- Stockholm Environment Institute (SEI)
- Surfrider Foundation
- Wetlands International
- جمعية المحافظة على الحيتان والدلافين
- جمعية المحافظة على الحياة البرية
- Wolf Preservation Foundation (WPF)
- World Business Council for Sustainable Development
- Worldchanging
- الاتحاد الدولي لحفظ الطبيعة (IUCN)
- World Resources Institute (WRI)
- World Union for Protection of Life (WUPL)
- Worldwatch Institute
- الصندوق العالمي للطبيعة (WWF)
- Xerces Society
- Yellowstone to Yukon Conservation Initiative
- youthNoise
- الشبكة العالمية للمحيطات